# Port de Dublin
Le port de Dublin est le principal port d'Irlande, avec près de deux tiers du trafic maritime du pays.

## Histoire
Avant le Brexit, le port importe 1,5 million de conteneurs et semi-remorques chaque année, dont 200 000 en provenance extérieure à l'Union européenne. Les deux tiers des marchandises viennent de Grande-Bretagne et un tiers du reste de l'UE.
Le Brexit introduit des contrôles douaniers au port de Dublin. La moitié des marchandises vient dès lors de Grande-Bretagne et la moitié de l'UE.

## Connexion de Londres et Dublin
Un service de train direct relie Londres (Gare d'Euston) à Chester, d'autres avec changement à Crewe pour Chester dont la destination finale est Holyhead. La compagnie directe pour Londres est Virgin Trains et la compagnie terminant à Crewe est Arriva Trains Wales. Holyhead échangeur pour bateaux à destination de Port de Dublin en Dublin et de la route ferme en septembre 2014 à Dún Laoghaire.
Le port de Dublin est un port d'embarquement vers le Pays de Galles en deux compagnies maritime Irish Ferries et Stena Line, grâce aux liaisons vers Port de Dublin pour la connexion autocar Dublin Bus pour Gare de Dublin Connolly.

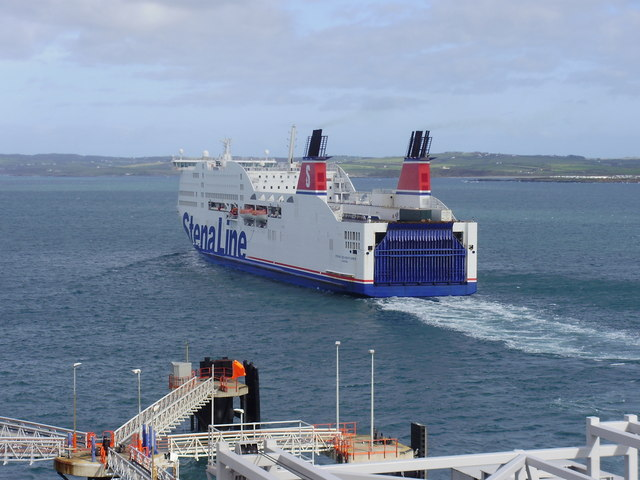
Ferry pour l'Irlande.

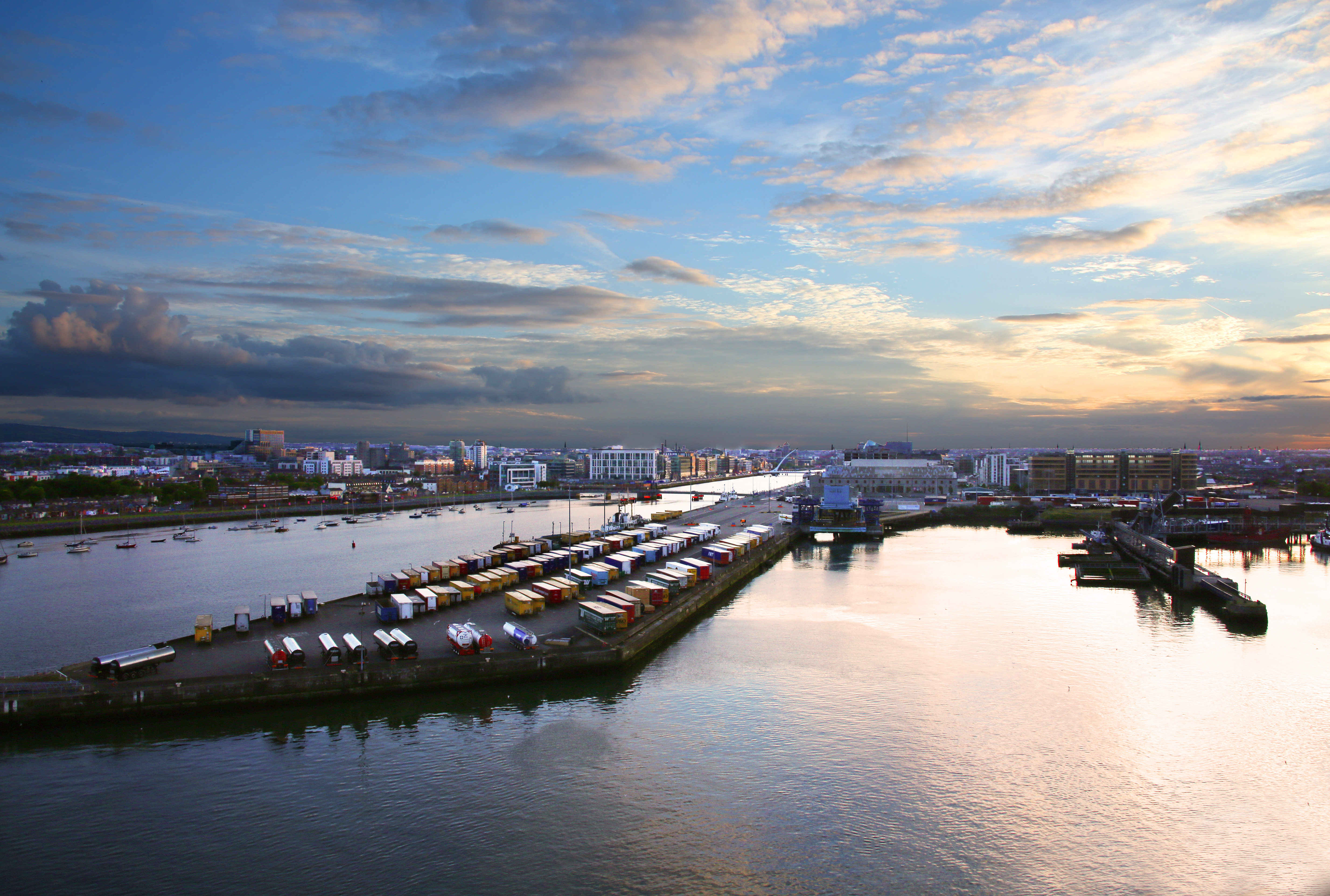
Panorama du port.